# Kagerou
Pour leur premier album, voir Kagerou (album).
 (février 2011).
Si vous disposez d'ouvrages ou d'articles de référence ou si vous connaissez des sites web de qualité traitant du thème abordé ici, merci de compléter l'article en donnant les références utiles à sa vérifiabilité et en les liant à la section « Notes et références ».
kagerou (蜉蝣, kagerō, sans majuscule) est un groupe japonais de visual kei qui fut fondé en septembre 1999 par le charismatique Daisuke, leader et chanteur du groupe, ex-batteur de Fatima, et Masaya, rejoints par le guitariste Yuana en octobre. Masaya en profite pour quitter son ancien groupe, Love Glove.

## Histoire
kagerou signifie en japonais « éphémère », un insecte qui peut vivre des années en tant que larve, mais qui ne vit au maximum qu'une journée en tant que papillon. Ce contraste peut permettre de représenter l'incertitude du lendemain (notons au passage que le chanteur Daisuke souffre d'une maladie génétique, il pourrait mourir à n'importe quel moment).
Le groupe kagerou commence sur scène au Ikebukuro Cyber et sort dans le même temps sa première démo : biological slicer. Alors qu'ils sont tête d'affiche pour la première fois au Meguro Live Station, le 11 octobre 2000, Masaya quitte le groupe pour en rejoindre Kar'Maria. Janvier 2001 voit l'arrivée de Kuya qui prend le poste de bassiste en lieu et place de Masaya. Il signe dans le même temps sur le label LoopAsh.
Durant l'été 2001, Kuya est contraint de quitter sa nouvelle maison de disques et de quitter kagerou. En septembre, ils partent durant une semaine aux côtés de Kagrra suivi par un nouveau concert en tête d'affiche devant 2 500 personnes. En 2003, kagerou change de style musical, s'orientant plus vers le pop rock. Leur succès reste cependant au rendez-vous et leur premier album éponyme kagerou sort en juillet. Fin 2004, ils publient leur deuxième album rakushu.
En février 2005, le groupe entame une tournée en Europe qui comporte seulement deux dates, une à Paris (le 13) et l'autre à Munich. Le 27 juillet 2005 sort leur troisième album Gurōshoku. Cet album est un album plus expérimental se détachant de la violence de leurs précédents opus, celui-ci offre des sonorités plus variées
Leur quatrième album, Kurohata, est sorti au Japon en juillet 2006. Cet album est encore une évolution de la part du groupe sonnant beaucoup plus « rock » que les précédents. 
Après avoir effectué une dernière tournée au Japon et en passant par l'Europe, le groupe se sépare après le Last Live qui a eu lieu le 8 janvier 2007. Ils ont notamment effectué un dernier concert au Bataclan, à Paris le 17 décembre 2006. Un double album best-of, Shinjuka, est sorti début 2007, avant le DVD du dernier concert du groupe au Tokyo Zepp le 8 janvier 2007 qui lui sort le 28 avril 2007.
Daisuke forme dans l'année un nouveau groupe, the studs et également une carrière solo nommée "Daisuke to Kuro no Injatachi".
Daisuke meurt le jeudi 15 juillet 2010.

## Formation

### Membres actuels
- Daisuke (大佑?, mort en 2010) - Chant
- Yuana (ユアナ?) - Guitare
- Kazu - Basse
- Shizumi (静海?) - Batterie

### Anciens membres
- MASAYA - Basse
- Kuya (喰耶?) - Basse

## Vidéographie
- (VHS/DVD) kagerou no video clip (2002)
- (DVD) Zekkyō psycopath (2004)
- (DVD) rakushu Ensho Tour (2005)
- (DVD) kagerou Saishū Kōen Last Live (2007)